# Nombre de Wratten
Els nombres de Wratten són un sistema d'etiquetatge per a filtres òptics, generalment per a l'ús fotogràfic, que comprèn un nombre sovint seguit per una lletra. El nombre denota el color del filtre, però és arbitrari i no codifica cap informació (els 80A-80D són blaves, els següents filtres en ordre numèric, 81A-81EF, són taronjes); les lletres gairebé sempre augmenten a mesura que augmenta la intensitat (a excepció de 2A, 2B, 2C, 2I que són grocs pál·lids).

## Ús

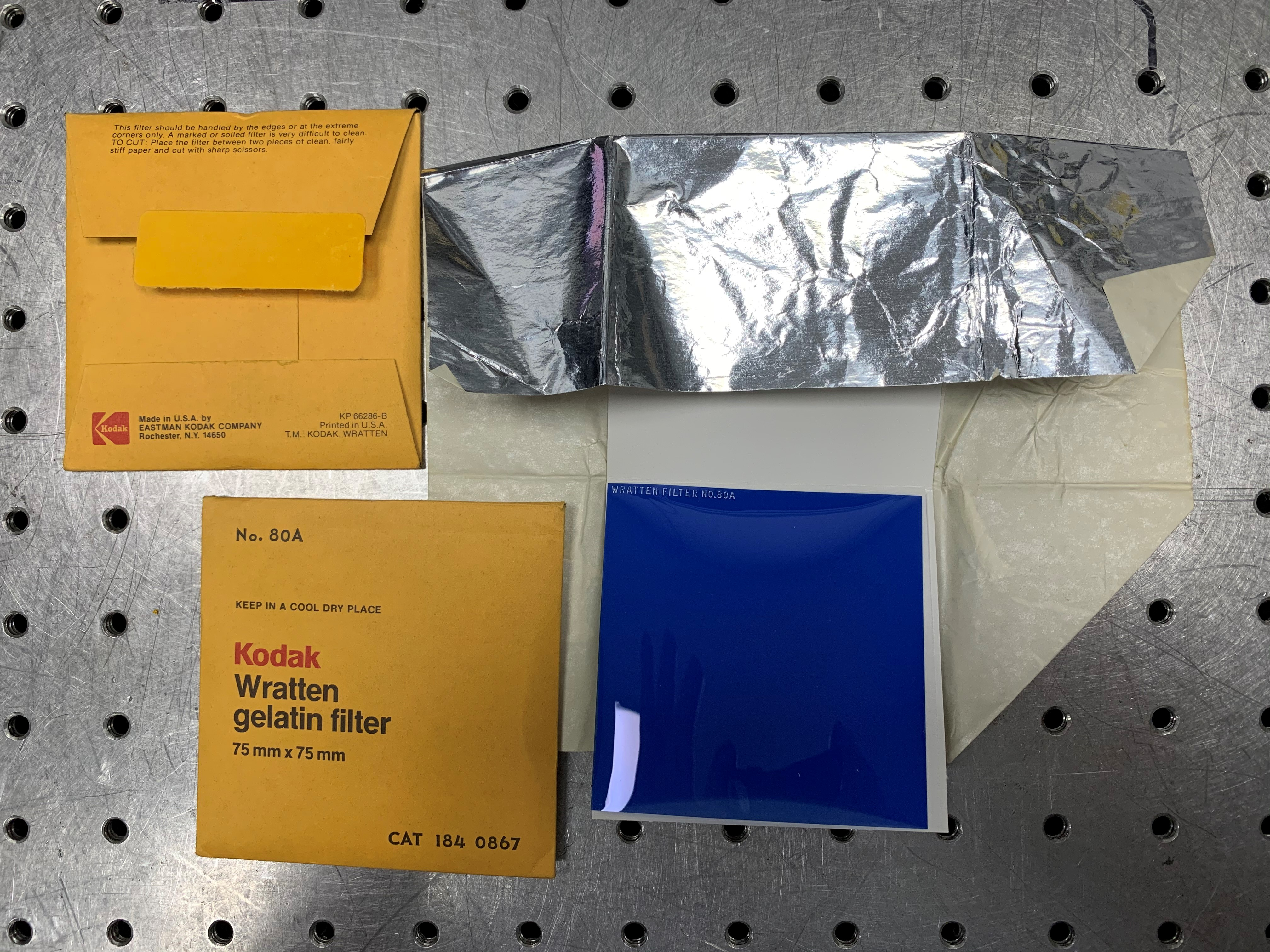
El filtre Kodak Wratten 80A en el seu embalatge original

Els filtres porten el nom del fundador de la primera empresa de fotografia Wratten & Wainwright, l'inventor britànic Frederick Wratten. Ell i el seu soci C.I.K. Pixis van vendre la seva companyia a Eastman Kodak en 1912, i aquesta va començar a fabricar els filtres Wratten. Encara romanen en producció, i són venuts sota llicència a través de la corporació Tiffen.
Els filtres de Wratten són molt utilitzats en l'astronomia observacional pels aficionats en aquesta matèria. Els filtres de color per a l'observació visual fets per empreses com la OSG, Baar, Lumicon, o altres companyies en realitat es tracta de filtres Wratten disposats en rosques per a filtre estàndard de 1+1/4 de polzada (31,8 mm) en (32 mm) o 2 polzades (nominal, 48 real). En les imatges s'utilitzen filtres d'interferència. Els filtres Wratten també són utilitzats en la fotomicrografía.
Els filtres fabricats per altres empreses alienes a Eastman Kodak poden identificar-se pels números de Wratten, però no coincideixen amb la definició exacta d'aquest nombre. Concretament, aquesta afirmació és totalment certa en el cas dels filtres utilitzats per raons estètiques (en contraposició als utilitzats per raons tècniques). Per exemple, un filtre 81B és un filtre utilitzat per fer lleugerament méscàlids els colors d'una foto en color, fent que l'escena sigui una mica menys blava (freda) i més vermella (càlida). Molts fabricants fan filtres etiquetats com a 81B amb corbes de transmissió similars, no idèntiques, a les de l'Kodak Wratten 81B. Això varia segons la idea que té cada fabricant sobre que funciona millor per fer més càlida una escena, i també depén de tècniques que utilitzen en la fabricació dels filtres. Alguns fabricants utilitzen les seves pròpies designacions per evitar aquesta confusió, per exemple, Singh-Ray té un filtre de càlid que designen com A-13, que no és un nombre Wratten. Els filtres que s'utilitzen quan calen característiques precises i repetibles, per exemple, per a la separació de colors en la premsa i en els treballs científics, utilitzen sistemes de codificació més normalitzats i rigorosos.
En la fotografia digital, la necessitat de filtres de color ha quasi desaparegut. La temperatura del color es pot ajustar i les correccions d'aquest es poden realitzar fàcilment en el mateix dispositiu (mitjançant el firmware) o en el seu programari (software).. Per tant, cada cop és més complicat trobar filtres Wratten dins les tendes de fotografia.

## Taula de referència
Els nombres disponibles de manera comuna i alguns dels seus usos inclouen:
| Nombre Wratten | Color visible         | Factor de filtre o designació alternativa | Correcció de F-Stops | Usos i característiques |
| -------------- | --------------------- | ----------------------------------------- | -------------------- | --- |
| 1A             |                       |                                           |                      | Anomenat filtre de claraboia, absorbeix la radiació ultraviolada, que redueix la boirina en la fotografia de paisatge en color a l'aire lliure; enfosqueix el cel blau i per contrast il·lumina els núvols. |
| 2A             | Groc pàl·lid          |                                           |                      | Absorbeix la radiació ultraviolada i augmenta el contrast dels núvols amb el cel blau. El filtre passaalt bloqueja les longituds d'ona per sota de 405 nm. S'utilitza per a la fotografia de gran altitud. |
| 2B             | Groc pàl·lid          |                                           |                      | Absorbeix la radiació ultraviolada, una mica menys que el #2A. Filtre passaalt bloqueja les longituds d'ona inferiors a 395 nm. S'utilitza per a la fotografia de gran altitud. |
| 2C             |                       |                                           |                      | Absorbeix la radiació ultraviolada. Filtre passaalt que bloqueja les longituds d'ona per sota de 390 nm. S'utilitza per a la fotografia de gran altitud. |
| 2              | Groc pàl·lid          |                                           |                      | Absorbeix la radiació ultraviolada, una mica més que el #2A. Filtre passaalt bloqueja les longituds d'ona inferiors a 415 nm. S'utilitza per a la fotografia de gran altitud. |
| 3              | Groc clar             |                                           |                      | Absorbeix l'excés de blau del cel, fent que el cel es vegi lleugerament més fosc en les imatges en blanc i negre. Pot ser usat amb una pel·lícula a color acuradament triada, o amb un balanç de color durant la impressió, per augmentar el contrast dels núvols contra el cel blau. Filtre passaalt bloqueja les longituds d'ona per sota de 440 nm. S'utilitza per a la fotografia de gran altitud. |
| 4              | Groc                  |                                           |                      | El filtre passaalt bloqueja les longituds d'ona visibles per sota de 455 nm. S'utilitza per a la fotografia de gran altitud. |
| 6              | Groc clar             | K1                                        |                      | No és un filtre passaalt |
| 8              | Groc                  | K2                                        | 1                    | Absorbeix més blau que el número 3. Filtre passaalt bloqueja les longituds d'ona visibles per sota de 465 nm |
| 9              | Groc intens           | K3                                        |                      | Absorbeix més blau que el número 8. Filtre passaalt bloqueja les longituds d'ona visibles per sota de 470 nm |
| 11             | Verd-groguenc         | X0                                        | 2                    | Augmenta el contrast dels tons de la pell en la fotografia en blanc i negre. No és un filtre passaalt |
| 12             | Groc intens           | Menys blau                                | 1 1/3                | Filtre menys blau; complementa el #32 menys verd i el #44A menys vermell. S'usa amb pel·lícules infraroges Ektachrome o Aerochrome per obtenir resultats de color fals. S'usa en oftalmologia i optometria en conjunt amb un llum d'esquerda i una llum blava cobalt per millorar el contrast quan s'avalua la salut de la còrnia i l'ajust dels lents de contacte. Filtre passaalt que bloqueja les longituds d'ona visibles per sota de 500 nm                                                                     |
| 13             | Verd                  |                                           | 2                    | Millorament del color. No és un filtre passaalt |
| 15             | Groc profund          | G                                         | 1 2/3                | Enfosqueix profundament el cel en la fotografia d'exteriors en blanc i negre. Filtre passaalt que bloqueja les longituds d'ona visibles per sota de 510 nm |
| 16             | Groc-taronja          |                                           | 1 2/3                | Es comporta com el número 15, però més. Filtre passaalt que bloqueja les longituds d'ona visibles per sota d'uns 520 nm |
| 18A            | Visualment opac       |                                           |                      | Basat en el Cristall de Wood, transmet petites bandes de radiació ultraviolada i infraroja. |
| 18B            | Violeta molt profund  |                                           |                      | Similar al 18A però amb bandes de transmissió més àmplies tant en l'ultraviolat com en l'infraroig, un filtre menys "pur". |
| 21             | Taronja               |                                           | 2                    | Filtre de contrast per a l'absorció de blava i verda azulado. Filtre passaalt que bloqueja les longituds d'ona visibles per sota de 530 nm |
| 22             | Taronja fosc          |                                           | 2 1/3                | Filtre de contrast, major efecte que el #21. Filtre passaalt que bloqueja les longituds d'ona visibles per sota de 550 nm |
| 23A            | Rojo clar             |                                           |                      | Filtre passaalt que bloqueja les longituds d'ona visibles per sota de 550 nm |
| 24             | Rojo                  |                                           |                      | Usat per a la separació de colors de la pel·lícula de transparència Kodachrome, complements #47B i #61. Filtre passaalt queo bloqueja les longituds d'ona visibles per sota de 575nm. Rojo per a "fotografia a dos colors" (llum del dia o tungstè). Projecció tricolor d'arc de flama blanca. |
| 25             | Rojo tricolor         | A                                         | 3                    | S'utilitza per a la separació de colors i la fotografia infraroja. Filtre passaalt que bloqueja per sota de 580 nm |
| 26             | Rojo                  |                                           |                      | Filtre passaalt que bloqueja per sota de 585 nm |
| 29             | Rojo intens           | F                                         | 4                    | S'utilitza per a la separació de colors, complements #47 i #61. En la fotografia en blanc i negre a l'aire lliure fa que els cels blaus es vegin molt foscos, gairebé negres. En la fotografia infraroja, bloqueja molta llum visible, augmentant l'efecte de les freqüències infraroges en la imatge. Filtre passaalt que bloqueja per sota dels 600 nm. |
| 32             | Magenta               |                                           |                      | Menys verd. Complementa al #12 menys blau i al #44A menys vermell |
| 33             | Magenta               |                                           |                      | Filtre de contrast per a una major absorció del verd. Per a l'emmascarament fotomecánico del color |
| 34             | Indigo                |                                           |                      | |
| 34A            | Violeta               |                                           |                      | S'utilitza per a la separació menys verda i més blava |
| 35             | Blau marí             |                                           |                      | |
| 38A            | Blau                  |                                           |                      | Absorbeix el vermell, una mica d'UV i una mica de verd clar |
| 40             | Verd clar             |                                           |                      | Verd, per a 'fotografia a dos colors' (tungstè). |
| 44             | Blau clar-verd        |                                           |                      | Filtre menys vermell amb una substancial absorció de rajos UV |
| 44A            | Blau clar-verd        |                                           |                      | Menys vermell. Complementa el #12 menys blau, i el #32 menys verd |
| 47             | Blau tricolor         | C5                                        |                      | S'utilitza per la separació de colors. Complements #29 i #61 |
| 47A            | Blau clar             |                                           |                      | En eliminar molta llum que no és blava, els objectes blaus i porpres mostren una gamma més àmplia de colors. Utilitzat per aplicacions mèdiques que impliquen fer que els tints siguin fluorescents |
| 47B            | Tricolor Blau profund |                                           |                      | S'usa per a la separació de colors. També s'utilitza comunament per calibrar els monitors de vídeo mentre s'utilitzen les barres de color SMPTE. |
| 50             | Blau profund          |                                           |                      | |
| 56             | Verd clar             |                                           |                      | |
| 57             | Verd                  |                                           |                      | Verd per a la 'fotografia en dos colors' a plena llum. |
| 58             | Verd tricolor         | B                                         |                      | Separació de colors. |
| 60             | Verd                  |                                           |                      | Verd per a 'fotografia en dos colors' (tungstè). |
| 61             | Tricolor verd intens  |                                           |                      | Separació de colors, complements #29 i #47. |
| 70             | Roig                  |                                           |                      | S'utilitza per a la separació de colors i la fotografia infraroja amb filtre passaalt que bloqueja per sota de 650 nm. |
| 74             | Monocromat verd fosc  |                                           |                      | Transmet el 10 % de la radiació verda i pràcticament cap radiació groga de la il·luminació de vapor de mercuri. |
| 80A            | Blau                  | 4                                         | 2                    | Eleva la temperatura de color de l'escena de 3200 °K a aproximadament 5500 °K, la qual cosa permet l'ús de pel·lícula balancejada amb llum de tungstè. |
| 80B            | Blau                  | 3                                         | 1 2/3                | Similar a 80A; 3400 °K→5500 °K. |
| 80C            | Blau                  | 2                                         | 1                    | Similar a 80A; 3800 °K→5500 °K. Típicament s'utilitza perquè els flaixos d'estil antic es puguin usar en una pel·lícula de llum diürna. |
| 80D            | Blau                  | 1.5                                       | 1/3                  | Similar a 80A; 4200 °K→5500 °K. |
| 81A            | Taronja pàl·lid       | 1.4                                       | 1/3                  | Filtre d'escalfament per disminuir lleugerament la temperatura del color. Es pot utilitzar quan es dispara amb pel·lícula de tipus B equilibrada per a la il·luminació de tungstè (3200 °K) amb llums de 3400 °K photoflood. El contrari de 82A. |
| 81B            | Taronja pàl·lid       | 1.4                                       | 1/3                  | Filtre d'escalfament, lleugerament més fort que el 81A. L'oposat a 82B. |
| 81C            | Taronja pàl·lid       | 1.5                                       | 1/3                  | Filtre d'escalfament, lleugerament més fort que el 81B. L'oposat a 82C. |
| 81D            | Taronja pàl·lid       |                                           |                      | Filtre d'escalfament, lleugerament més fort que el 81C. |
| 81EF           | Taronja pàl·lid       |                                           | 1/3                  | Filtre d'escalfament, més fort que el 81D. |
| 82A            | Blau pàl·lid          | 1.3                                       | 1/3                  | Filtre de refredament per augmentar lleugerament la temperatura del color. L'oposat a 81A. |
| 82B            | Blau pàl·lid          | 1.4                                       | 2/3                  | Filtre de refredament, lleugerament més fort que el 82A i oposat al 81B. També es pot utilitzar quan es filma pel·lícula de tungstè tipus B (3200 °K) amb bombetes elèctriques domèstiques de 100 W (2900 °K). |
| 82C            | Blau pàl·lid          | 1.5                                       | 2/3                  | Filtre de refredament, lleugerament més fort que el 82B i oposat al 81C. |
| 85             | Ambre                 | 1.5                                       | 2/3                  | Conversió de color, l'oposat als 80A; est és un filtre d'escalfament que pren una escena exterior il·luminada per la llum del sol (que té una temperatura de color al voltant de 5500 °K) i la fa semblar il·luminada per bombetes incandescents de tungstè al voltant de 3400 °K. Això permet que una pel·lícula balancejada d'interior sigui utilitzada per fotografiar l'exterior. Aquests filtres es van utilitzar en les càmeres de cinema Super 8 que van ser dissenyades per utilitzar pel·lícula de tungstè. |
| 85B            | Ambre                 | 1.5                                       | 2/3                  | Similar al 85; converteix 5500 °K→3200 °K. |
| 85C            | Ambre                 | 1.5                                       |                      | Similar al 85; converteix 5500 °K→3800 °K. |
| 85N3           | Ambre                 |                                           |                      | Densitat neutra d'1 parada + conversió de color, l'oposat als 80A; est és un filtre d'escalfament que pren una escena exterior il·luminada per la llum del sol (que té una temperatura de color al voltant de 5500 °K) i la fa semblar il·luminada per bombetes incandescents de tungstè al voltant de 3400 °K. Això permet que una pel·lícula balancejada d'interior sigui utilitzada per fotografiar l'exterior.                                                                                                   |
| 85N6           | Ambre                 |                                           |                      | Densitat neutra de 2 parades + conversió de color, l'oposat als 80A; es tracta d'un filtre d'escalfament que pren una escena exterior il·luminada per la llum solar (que té una temperatura de color al voltant de 5500 °K) i la fa semblar il·luminada per bombetes incandescents de tungstè al voltant de 3400 °K. Això permet que una pel·lícula balancejada d'interior sigui utilitzada per fotografiar l'exterior.                                                                                              |
| 85N9           | Ambre                 |                                           |                      | Densitat neutra de 3 parades + conversió de color, l'oposat als 80A; est és un filtre d'escalfament que pren una escena exterior il·luminada per la llum del sol (que té una temperatura de color al voltant de 5500 °K) i la fa semblar il·luminada per bombetes incandescents de tungstè al voltant de 3400 °K. Això permet que una pel·lícula balancejada d'interior sigui utilitzada per fotografiar l'exterior.                                                                                                 |
| 87             | Opac                  |                                           |                      | Passa les freqüències infraroges però no les visibles. Bloqueja les longituds d'ona per sota de 740 nm |
| 87A            | Opac                  |                                           |                      | Passa les freqüències infraroges però no les visibles. Bloqueja les longituds d'ona per sota de 880 nm |
| 87B            | Opac                  |                                           |                      | Passa l'infraroig, bloqueja les freqüències visibles. Bloqueja les longituds d'ona per sota de 820 nm |
| 87C            | Opac                  |                                           |                      | Passa l'infraroig, bloqueja les freqüències visibles. Bloqueja les longituds d'ona per sota de 790 nm |
| 88             | Opac                  |                                           |                      | Passa l'infraroig, bloqueja les longituds d'ona visibles per sota de 700 nm. |
| 88A            | Opac                  |                                           |                      | Passa l'infraroig, bloqueja les longituds d'ona visibles per sota de 720 nm. |
| 89B            | Roig gairebé opac     | R72                                       |                      | Passa el filtre d'infrarojos de pas llarg que bloqueja les longituds d'ona visibles per sota de 690 nm (vermell molt profund). La fotografia aèria és un ús. |
| 90             | Ambre grisenc fosc    |                                           |                      | S'utilitza per veure escenes sense color abans de fotografiar-les, amb la finalitat d'avaluar els valors de lluentor. No s'utilitza per a la fotografia real. |
| 92             | Roig                  |                                           |                      | Densitometria de color. Filtre pasa llarg que bloqueja les longituds d'ona visibles per sota de 625 nm |
| 93             | Verd                  |                                           |                      | Densitometria de color. |
| 94             | Blau                  |                                           |                      | Densitometra de color. |
| 96             | Gris                  |                                           | Varia                | Filtre de densitat neutra. Bloqueja totes les freqüències de la llum visible de forma aproximadament uniforme, fent l'escena més fosca en general. Disponible en molts valors diferents, que es distingeixen per la densitat òptica o pel factor de filtre. |
| 98             | Blau                  |                                           |                      | Com un #47B més un filtre #2B. |
| 99             | Verd                  |                                           |                      | Com un #61 més un filtre #16. |
| 102            | Groc-verd             |                                           |                      | Conversió de colors per a la fotometria: Fa que una fotocélula de tipus barrera respongui com ho faria un ull humà. |
| 106            | Ambre                 |                                           |                      | Conversió de colors per a la fotometria: Fa que una fotocélula de tipus S-4 respongui com ho faria un ull humà. |